# Ministère de l'Énergie et des Mines (Nouveau-Brunswick)
Pour les articles homonymes, voir Ministère de l'Énergie et des Mines.
Le ministère de l'Énergie et des Mines du Nouveau-Brunswick, créé en 2003, est responsable de la politique énergétique de la province.

## Liste des ministres
- 2014 Donald Arseneault.

| Dates                            | Ministre      | Gouvernement |
| -------------------------------- | ------------- | ------------ |
| 12 octobre 2010 - en cours       | Craig Leonard | David Alward |
| 3 octobre 2006 - 12 octobre 2010 | Jack Keir     | Shawn Graham |
| 14 février 2006 - 3 octobre 2006 | Brenda Fowlie | Bernard Lord |
| 27 juin 2003 - 14 février 2006   | Bruce Fitch   | Bernard Lord |